# 上木彩矢
上木彩矢（1985年9月10日—）是日本女歌手，出身於北海道札幌市，最早以久里夢名義出道於樂壇。現隸屬avex trax唱片公司，事務所為 Box-Corporation 經紀公司。

## 概述
上木彩矢幼小具備音樂的才華，四歲時開始學習鋼琴，中學時代一直活躍於音樂活動。2004年與唱片公司Being簽約，2005年發行個人作品，2006年正式於日本主流樂壇出道。單曲取得ORICON音樂排行榜單曲榜首週第九名的佳績後，備受矚目。所屬的Being公司，其旗下歌手普遍傾向不常在媒體上露面，相對之下上木彩矢較常出現於各大媒體之間。除了發展音樂事業外，曾出演朝日電視台《男女糾察隊》的來賓。另外，上木彩矢還有擔任雜誌《KERA》的模特兒，是一名全能的女歌手。2008年4月，上木彩矢為ZARD的重新詮釋而參與錄音，並演唱歌曲中坂井泉水生前時想加入的一段歌詞。2009年8月，與GIZA studio的合約到期，並將活動據點從大阪移至東京，移籍至avex trax。

## 主要經歷
2004年
- 11月24日 參與ZARD單曲的合音。

2005年
- 5月25日　於地下廠牌出道，並發行首張迷你專輯《CONSTELLATION》。
- 9月7日 　參與ZARD專輯《Distance》的合音。
- 9月21日　發行第二張迷你專輯《ROCK ON》。

2006年
- 3月15日　正式於音樂主流市場出道，並發行首張單曲《Communication Break》。
- 4月12日　發行由B'z的松本孝弘作曲，稻葉浩志作詞的第二張單曲，打進ORICON音樂排行榜單曲週榜前十名的佳績。
- 4月28日　首次出演朝日電視台《MUSIC STATION》，並演唱。
- 5月15日　FAN CLUB「Kaming」正式成立。
- 5月31日　發行第三張單曲，並為《名偵探柯南》片尾曲獻聲。
- 7月12日　發行首張個人專輯《Secret Code》。
- 11月1日　發行第四張單曲。
- 11月3日　第二度出演朝日電視台《MUSIC STATION》，演唱。

2007年
- 3月13日　單曲大獲好評，獲得 日本金唱片大賞（页面存档备份，存于）「年度新人獎」。[4]
- 5月23日　發行第五張單曲《 I Love you》。
- 7月25日　發行第六張單曲。
- 10月10日 發行第二張專輯《 〜Forever More〜》。

2008年
- 3月5日   發行第七張單曲《SUNDAY MORNING》。
- 4月9日 　參與ZARD的單曲《／》中的收錄曲，的錄音。
- 6月18日　發行第八張單曲。
- 8月6日 　發行第九張單曲《SUMMER MEMORIES》，第二度為《名偵探柯南》片尾曲獻聲。。
- 8月30日　參與讀賣電視台開局50週年紀念《名偵探柯南　夏日祭典 ～夢想的首場演唱會～》演出。
- 9月10日　發行第三張專輯《Are you happy now ?》。
- 12月3日　發行第十張單曲，並代言Wii遊戲軟體《428：被封鎖的澀谷》，也參與遊戲演出。

2009年
- 8月29日　於官方網站發表與GIZA studio的合約到期，並在a-nation'09演唱會現場宣佈移籍到avex trax。
- 11月11日 與歌手TAKUYA合唱的單曲《W-B-X 〜W-Boiled Extreme〜》發行，為《假面騎士W》獻聲。

2010年
- 1月27日　移籍avex trax後的第一張專輯，同時也是第四張個人專輯《INDIVIDUAL EMOTION》發行。
- 1月27日　首張精選輯《AYA KAMIKI Greatest Best》由GIZA studio發行。
- 7月14日　發行第十二張單曲《Revolver》。
- 8月11日　發行第三張迷你專輯《Gloriosa》。

2011年
- 3月9日    發行第四張迷你專輯《EVILÄLIVE》。
- 8月20日   在個人部落格上表示，與avex trax合約屆滿後，將結束在主流廠牌的音樂活動。
- 9月7日    自選輯《THE FINAL JOURNEY》與DVD《THE FINAL JOURNEY -FINAL EDITION-》同時發售。
- 11月11日 LIVE TOUR「AYA KAMIKI LIVE 2011 〜THE FINAL JOURNEY〜」東京公演（原宿ASTRO HALL）。

2012年
- 4月25日 『情熱 〜We are Brothers〜』／ Hero Music All Stars (「仮面ライダー×スーパー戦隊　スーパーヒーロー大戦」主題歌)。
- 5月9日 新曲『UNREAL』iTunes配信發售。
- 5月25日 LIVE TOUR「AYA KAMIKI LIVE 2012 〜Departure〜」東京公演（原宿ASTRO HALL）。

## 個人作品

### 單曲
|      | 發行日期                                                              | 單曲名稱                       | 幕後製作                                                   | 收錄曲目 |
| 1st  | 2006年3月15日 GZCA-4058                                               | Communication Break            | 作詞：上木彩矢 作曲：德永曉人 編曲：後藤康二               | 01. Communication Break 02. HAPPY GO LUCKY 03. CRAZY -LIVE ver.- 04. Communication Break (Instrumental)     |
| 2nd  | 2006年4月12日 GZCA-7070                                               | 小丑                           | 作詞：稻葉浩志 作曲：松本孝弘 編曲：葉山                   | 01. 02. 03. -Instrumental-                                                                                  |
| 3rd  | 2006年5月31日 GZCA-7073                                               | 對你我再也不想放手             | 作詞：上木彩矢 作曲：川本宗孝 編曲：葉山                   | 01. 02. 03. -Instrumental-                                                                                  |
| 4th  | 2006年11月1日 GZCA-7081                                               | 昏睡的心情 沉睡的心            | 作詞：上木彩矢 作曲：大野愛果 編曲：葉山                   | 01. 02. 03. ～Instrumental～                                                                                |
| 5th  | 2007年5月23日 GZCA-7090                                               | I Love you 表面的 I LOVE YOU   | 作詞：上木彩矢 作曲：大野愛果 編曲：葉山                   | 01. I Love you 02. youthful diary 03. I Love you -instrumental-                                             |
| 6th  | 2007年7月25日 GZCA-7096                                               | 為了明天                       | 作詞：上木彩矢 作曲：大野愛果 編曲：葉山                   | 01. 02. believin' your heart… 03. -instrumental-                                                            |
| 7th  | 2008年3月5日 LIVE×AYA KAMIKI：GZCA-7110 KERA×AYA KAMIKI：GZCA-7111    | SUNDAY MORNING                 | 作詞：上木彩矢 作曲：大野愛果 編曲：岡本仁志               | 01. SUNDAY MORNING 02. Just take my heart 03. SUNDAY MORNING -instrumental-                                 |
| 8th  | 2008年6月18日 GZCA-7119                                               | 離去的你誘惑了我               | 作詞：上木彩矢 作曲：大野愛果 編曲：岡本仁志               | 01. 02. Whenever you're gone Today 03. -instrumental-                                                       |
| 9th  | 2008年8月6日 GZCA-7121                                                | Summer Memories                | 作詞：上木彩矢 作曲：大野愛果 編曲：岡本仁志               | 01. Summer Memories 02. I'm your side 03. Summer Memories -instrumental-                                    |
| 10th | 2008年12月3日 GZCA-7131                                               | 即使那樣世界也不會作任何的改變 | 作詞：上木彩矢 作曲：大野愛果 編曲：葉山                   | 01. 02. EVER SO SWEET 03. -instrumental-                                                                    |
| 11th | 2009年11月11日 初回盤：AVCA-29379（CD＋DVD） 通常盤：AVCA-29380（CD） | W-B-X 〜W-Boiled Extreme〜     | 作詞：藤林聖子 作曲： 編曲：TAKUYA・ 歌：上木彩矢 w TAKUYA | 01. W-B-X 〜W-Boiled Extreme〜 02. W-B-X Hard Boiled Jazz Edit. 03. W-B-X 〜W-Boiled Extreme〜 instrumental |
| 12th | 2010年7月14日 AVCD-31877（CD＋DVD）                                   | Revolver                       | 作詞：上木彩矢 作曲：原一博 編曲：原一博                   | 01. Revolver 02. Infinity                                                                                   |

### 原創專輯
|     | 發行日期                                                                                            | 專輯名稱                                   | 收錄曲目 |
| 1st | 2006年7月12日 GZCA-5084                                                                             | Secret Code                                | 01. Communication Break 02. 03. 04. Secret Code 05. Bounce, Bounce, Bounce 06. 07. 08. I Sing This Song For You 09. 10. Believe in YOU 11. Can't stop fallin' in LOVE 12. Changing The World 13. |
| 2nd | 2007年10月10日 初回盤：GZCA-5119 通常盤：GZCA-5120                                                  | 〜Forever More〜 為了明天 ～Forever More～ | 01. 02.（AL ver.） 03. YOU & ME 04. Tears 05. 06. 07. （AL ver.） 08. 09. Forever More 10. youthful diary（AL ver.） 11. I Love you（AL ver.） 12. ～winter lovers～ 13. 14. A constellation ～2007 |
| 3rd | 2008年9月10日 初回盤 A：GZCA-5142（CD＋DVD） 初回盤 B：GZCA-5143（CD＋DVD） 通常盤：GZCA-5144（CD） | Are you happy now ?                        | 01. Are you happy now ? 02. It's a beautiful day 03. Just take my heart 04. I Remember you 05. SUNDAY MORNING 06. Summer Memories 07. I'm your side 08. Walking down the street 09. Secret Night 10. Crash 11. Good - bye my love 12. 13. Best of my love 14. COVERED BY AYA KAMIKI（*Premium Track） |
| 4th | 2010年1月27日 初回盤：AVCD-23984～5（2CD） 通常盤：AVCD-23986（CD）                                 | INDIVIDUAL EMOTION                         | 01. introduction ～INDIVIDUAL EMOTION～ 02. The Light 03. TO-THE-ATTACK 04. EMPTY 05. Break my day 06. Dear my... 07. sokubaku LOVE 08. CLAP YOUR HANDS 09. 248 Mile 10. I wish in your dreams 11. W-B-X ～W Boiled Extreme～／AYA KAMIKI w TAKUYA 初回盤收錄：AYA KAMIKI Fan Best 01. 02. I'm your side 03. Can't stop fallin' in LOVE 04. Crash 05. youthful diary 06. Whenever you're gone Today 07. It's a beautiful day 08. EVER SO SWEET 09. 10. |

### 精選輯
|     | 發行日期                                                    | 專輯名稱                 | 收錄曲目 |
| 1st | 2010年1月27日 GZCA-5204                                     | AYA KAMIKI Greatest Best | 01. Communication Break 02. 03. 04. Secret Code 05. 06. 07. 08. 09. SUNDAY MORNING 10. 11. Summer Memories 12. Are you happy now? 13. 14. A constellation 15. CRAZY |
| 2nd | 2011年9月7日 初回盤：AVCD-38359～60/B 通常盤：AVCD-38361～2 | THE FINAL JOURNEY        | |

### 迷你專輯
|     | 發行日期 | 專輯名稱      | 收錄曲目 |
| 1st | 2005年5月25日 WCR-001 （地下廠牌）                                                                                 | CONSTELLATION | 01. 19～since i was born 02. 03. Because I close to U 04. Secret Code 05. Always 06. A constellation 07. Honey ? 08. I ♥ my superman |
| 2nd | 2005年9月21日 WCR-002 （地下廠牌）                                                                                 | ROCK ON       | 01. CRAZY 02. NEED YOU 03. TO.. heaven 04. SAY!! WOH!!!!! 05. tear 06. DEEP 07. Amaze -- 08. January 28 ～two of us～                |
| 3rd | 2010年8月11日 mu-mo預約盤：AVC1-38115 （CD＋Live ticket） 初回盤：AVCD-38113/B（CD＋DVD） 普通盤：AVCD-38114（CD） | Gloriosa      | 01. Satisfaction 02. Revolver 03. Fly a way 04. Truth needs no colors 05. Lost in the world 06. just go my way 07. pop-eyed fish     |
| 4th | 2011年3月9日 | EVILÄLIVE     | 01.EVILÄLIVE 02.crossover 03.one week 04.AGAIN 05.Aria 06.Japanese Rockin’ Girls 07.YELL                                             |

### DVD
|     | 發行日期                    | 專輯名稱                          | 備註 |
| 1st | 2007年5月2日 ONBD-7077      | AYA KAMIKI FIRST LIVE             | 收錄2006年秋天舉辦的首場演唱會影像。                                                                                              |
| 2nd | 2007年11月7日 GZBA-8001     | AYA KAMIKI MUSIC VIDEO #1         | 收錄正式出道後至第二張專輯《 ～Forever More～》這段期間的音樂錄影帶以及幕後花絮。                                                 |
| 3rd | 2011年9月7日 GZBA-8022/8023 | THE FINAL JOURNEY -FINAL EDITION- | 紀念正式出道五週年，GIZA時期全單曲與專輯主打歌的音樂錄影帶以及巡迴演唱會『AYA KAMIKI LIVE 2008 ～Are you happy now?～』完整收錄。 |

以下作品也收錄了上木彩矢的演唱影像
1. 里菜♥祭2005　（2005年9月28日）
收錄曲：、《A constellation》、《CRAZY》
2. F.S.B NIGHT LIVE at hills 　（2005年12月14日）
收錄曲：《Do You Wanna Touch Me》、
3. 里菜♥祭2006　（2006年11月1日）
收錄曲：《Smoke On The Water》、
4. RINA AIUCHI VALENTINE LIVE 2007 （2007年5月23日）
收錄曲：、《Secret Code》、《I LOVE ROCK "N" ROLL（愛內里菜＆上木彩矢＆宇浦冴香）》

## 作品搭配
| 歌曲名稱                   | 節目搭配 |
| -------------------------- | --- |
| CRAZY                      | 東京電視台《JAPAN COUNTDOWN》9月份片尾曲 千葉電視台全國31局放送《MU-GEN～Music Generations～》9月份片尾曲                                     |
| SAY!! WOH!!!!              | 東京電視台動畫《格鬥美神 武龍》配樂曲 |
| Communication Break        | TBS電視台《COUNT DOWN TV》3月份主題曲 |
|                            | 東寶動畫電影《真救世主傳說 北斗神拳 : 拉歐傳－殉愛之章》主題曲 千葉電視台全國31局放送《MU-GEN～Music Generations～》4月份片尾曲               |
|                            | 讀賣電視台・日本電視台動畫《名偵探柯南》片頭曲                                                                                                |
| Secret Code                | 東京電視台《JAPAN COUNTDOWN》7月份片尾曲 |
|                            | BS日本・ANIMAX・GyaO動畫《暗夜第六感》片尾曲                                                                                                  |
| I Love you                 | 日本電視台《音樂戰士 MUSIC FIGHTER》4月份主題曲 日本電視台《》5月份片尾曲 千葉電視台全國31局放送《MU-GEN～Music Generations～》4～5月份片尾曲 |
| youthful diary             | 東京電視台節目《PVTV》5月份主題曲 |
|                            | Intelligence,Ltd.「an」廣告主題曲 日本電視台《》主題曲 千葉電視台全國31局放送《MU-GEN～Music Generations～》7月份主題曲                       |
| 星の降る夜には             | 千葉電視台全國31局放送《MU-GEN》10月份片尾曲                                                                                                  |
| A constellation ～2007     | 東京電視台「PVTV」10月份片尾曲 |
| SUNDAY MORNING             | 日本電視台節目《》3月份片尾曲 千葉電視台全國31局放送《MU-GEN～Music Generations～》3月份主題曲                                                |
|                            | 大塚製藥寶礦力水德・日本電視台《》中國、四國地區加油主題曲 中京電視台及日本電視台《》6月份片尾曲 千葉電視台全國31局放送《MU-GEN》6月份片尾曲  |
| Summer Memories            | 讀賣電視台・日本電視台動畫《名偵探柯南》片尾曲 東京電視台《PVTV》8月份片尾曲                                                                  |
| Are you happy now ?        | 東京電視台《JAPAN COUNTDOWN》9月份片尾曲 千葉電視台全國31局放送《MU-GEN》9月份片尾曲 長野朝日放送《情報樂園》9月份片尾曲                      |
|                            | SEGA×CHUN PROJECT研發Wii、PlayStation 3、PlayStation Portable專用遊戲軟體《428：被封鎖的澀谷》主題曲                                          |
| W-B-X 〜W boiled extreme〜 | 朝日電視台節目《假面騎士W》主題曲 |
| The Light                  | 日本電視台《音樂戰士 MUSIC FIGHTER》POWER PLAY                                                                                                |
| TO-THE-ATTACK              | 日本電視台《》12～1月份主題曲 |
| Revolver                   | CR柏青哥 骷髏13 BACK IN THE BATTLEFIELD 主題曲                                                                                                |
| Infinity                   | 埼玉電視台《NEWS 930／WEEKEND 930》片尾曲 |